# Ordre de la Croix de Grunwald
L'ordre de la Croix de Grunwald (en polonais : Order Krzyża Grunwaldu) est une décoration militaire créée en novembre 1943 par le Haut Commandement de la Gwardia Ludowa, une organisation de résistance polonaise contre l'Allemagne nazie créée pendant la Seconde Guerre mondiale par le Parti ouvrier polonais.

## Historique
Elle fut confirmée par le Conseil national d'État le 20 février 1944, par le Comité polonais de Libération nationale le 22 décembre 1944 et enfin par le gouvernement de la République populaire de Pologne le 17 février 1960.
L'ordre de la Croix de Grunwald fut créé en référence à la bataille de Grunwald (1410), au cours de laquelle le roi de Pologne Ladislas II Jagellon et le grand-duc de Lituanie Vytautas écrasèrent les chevaliers Teutoniques commandés par le grand-maître Ulrich von Jungingen.
Cette décoration était attribuée aux militaires polonais ou des pays alliés pour leur valeur ou leur mérite au combat contre l'Allemagne nazie. Après la fin de la Seconde Guerre mondiale, elle continua à être décernée pour mérite exceptionnel dans le commandement ou contribution exceptionnelle au développement des forces armées polonaises.
Elle fut supprimée par le Président de la Pologne et par le Parlement polonais en 1992.

## Classe
L'ordre de la Croix de Grunwald comportait trois classes :
- 1re classe : 71 récipiendaires
- 2e classe : 346 récipiendaires
- 3e classe : 5321 récipiendaires

| Ruban de la décoration |           |            |
| 3e classe              | 2e classe | 1re classe |

## Source
- (en) Cet article est partiellement ou en totalité issu de l’article de Wikipédia en anglais intitulé « Order of the Cross of Grunwald » (voir la liste des auteurs).